# ويكيبيديا الكردية
ويكيبيديا الكردية (الكرمانجية: Wîkîpediya kurdî، سورانية:ویکیپیدیای کوردی) هي النسخة الكردية من موسوعة ويكيبيديا، وتستخدم فيها الأحرف اللاتينية لكتابةِ مقالاتها.

## الإحصائيات
| عدد المستخدمين المسجلين | عدد المستخدمين النشيطين | عدد المقالات | صفحات المحتوى | عدد التعديلات | عدد الملفات المرفوعة | عدد الإداريين |
| ----------------------- | ----------------------- | ------------ | ------------- | ------------- | -------------------- | ------------- |
| 83٬708                  | 88                      | 90٬343       | 286٬280       | 1٬937٬476     | 556                  | 3             |

## التاريخ
تأسست ويكيبيديا الكردية في 7 يناير 2004،  بهدف احتواء مقالات باللهجتين الكرمانجية والسورانية في نفس الوقت. في 12 أغسطس 2009، انقسمت ويكيبيديا الكردية إلى نسختين بسبب مشاكل تقنية ولغوية. ظلت النسخة القديمة للكرمانجية بكود (ku.)، وأنشئت الويكيبيديا الجديدة بكود (ckb.) للسورانية الكردية.